# Freie Arbeiter-Union
A Freie Arbeiter-Union ou FAU (em português "Sindicato dos Trabalhadores Livres”), nome completo Freie Arbeiterinnen- und Arbeiter-Union, é uma organização anarco-sindicalista alemã fundada em 1977.
A FAU reivindica a tradição da FAUD ( Freie Arbeiter-Union Deutschlands, “União Livre de Trabalhadores da Alemanha»), uma poderosa organização anarco-sindicalista alemã do período entre guerras que foi dissolvida pelos nazistas em 1933.

## História
A FAU foi criada na Alemanha Ocidental em 1977 com o nome I-FAU (de Initiative Freie Arbeiter Union). É fruto do encontro entre os jovens das revoltas estudantis de 1968 e movimentos sociais dos anos 1970 e militantes da CNT espanhola no exílio.
Em 1980, apenas três anos após sua fundação, o I-FAU passou por uma cisão. Alguns grupos o abandonam para criar o efêmero FAU-R ( FAU-Rätekommunisten, em portugues FAU- Comunistas de Conselho).
Após um congresso nacional, a organização decidiu em 1983 remover o "I" de seu nome para se nomear apenas "FAU"
Em 1990, uma FAU foi criada na ex-RDA. Esta FAU oriental se unirá com a FAU ocidental em agosto de 1991.
No inicio de janeiro de 2010, o Tribunal de Primeira Instância de Berlim proibiu o "Freie ArbeiterInnen-Union"(FAU) de Berlim para se referir a si mesmo como"Sindicato" ou "Sindicato de base". Consequência de uma ação movida por social-democratas (à esquerda) que dirigem um cinema onde as condições de trabalho eram condenáveis. Em Junho do mesmo ano, o Kammergericht anulou a liminar.

## Atividades
A FAU é particularmente ativa nos campos do anti-fascismo radical e do anti-racismo. Ela também está muito envolvida nas lutas de apoio aos migrantes sem documentos.
Também publica um jornal bimestral: Direkte Aktion (Action Directe). Esta revista está acessível pela Internet em formato PDF desde 2005.

## Internacional
A nível internacional, a FAU era membro da AIT contemporânea, antes de criar, com outras organizações semelhantes, a Confederação Internacional do Trabalho (CIT/ICL).
Essa adesão não o impede de manter contato com organizações que saíram ou foram excluídas da AIT, como o SAC sueco ou a CNT francesa.